# 사쿠라이 마사토
사쿠라이 마사토(일본어: 桜井 正人, 1986년 9월 25일 ~ )는 일본의 전 축구 선수이다.

## 구단 경력
과거 카탈레 도야마에서 활동하였다.